# Highlight (музичка група)
Бист (BEAST, ∀ΔΣ) је шесточлани мушки бенд из Јужне Кореје , основан од стране Cube Entertainmentа 2009. Објавили су један албум и шест мини-албума у Кореји, један албум у Јапану и више синглова. Освојили су многе награде међу којима су Bonsang award на Seoul Music Awards 2011. и 2012. , Daesang nagradu на Melon Music Awards и награду за албум године за Fiction and Fact.

## Чланови
| Име       | Датум рођења       | Позиција у групи             |
| --------- | ------------------ | ---------------------------- |
| Дуђун     | 4. јул 1989.       | Вођа, репер, вокал           |
| Хјунсеунг | 3. септембар 1989. | пратећи вокал, главни плесач |
| Јунхјунг  | 19. децембар 1989  | главни репер                 |
| Јосеб     | 5. јануар 1990.    | главни вокал                 |
| Кикванг   | 30. март 1990.     | пратећи вокал                |
| Донгвун   | 6. јун 1991        | вокал                        |

## Дискографија
| Студијски албуми - 2011: Fiction and Fact - 2013: TBA Мини-албуми - 2009: Beast Is the B2ST - 2010: Shock of the New Era - 2010: Mastermind - 2010: My Story - 2010: Lights Go On Again - 2012: Midnight Sun | Студијски албум - 2011: So Beast Синглови - 2011: Shock - 2011: Bad Girl - 2012: Midnight -Hoshi wo Kazoeru Yoru- |